# Podkumok
Il Podkumok è un fiume della Russia europea meridionale (Repubblica Autonoma della Karačaj-Circassia e Territorio di Stavropol'); è il più grande affluente di destra della Kuma.
La sorgente del fiume si trova sul monte Gum-Baši; sfocia nella Kuma a 564 km dalla foce nel villaggio di Krasnokumskoye (Georgievskij rajon). Ha le caratteristiche di un fiume di montagna. Ha una lunghezza di 160 km, il suo bacino è di 2 220 km².
Il fiume attraversa le città di Kislovodsk, Essentuki, Pjatigorsk e Georgievsk.